# Турно, Казимир
Казимир Турно (пол. Kazimierz Turno; 25 ноября 1778, Глубчин — 8 ноября 1817, Добжица) — бригадный генерал армии Герцогства Варшавского (1810), кавалер ордена Virtuti Militari.

## Биография
Польский шляхтич герба Три Якоря (Trzy Kotwice). Родился 25 ноября 1778 года в Глубчине в семье стольника калишского Яна Казимира Турно (1740—1792) и его супруги Кордулы Горженской (1737—1816). Старший брат — Адам Турно (1775—1851), офицер армии Герцогства Варшавского, автор «Дневника», рукопись которого хранится в Оссолинеуме во Вроцлаве, и который нередко цитируется исследователями.
В 1803 году Казимир Турно поступил на военную службу в прусскую армию адъютантом принца Августа Прусского. С 1806 года служил в армии только что созданного Наполеоном Герцогства Варшавского. Будучи богатым землевладельцем, на собственные средства сформировал конно-егерский полк, который получил в армии герцогства 5-й порядковый номер. Этим полком Турно командовал в чине полковника до 1810 года. В кампании 1807 года отличился в битве при Торуни, а затем сражался во главе полка против русской армии в битве при Фридланде, где был ранен и награждён орденом Почетного легиона.
В кампанию 1809 года Казимир Турно сражался под Гурой, отличился при взятии Сандомира и при Вжавах. В 1810 году он был произведен в бригадные генералы и назначен адъютантом саксонского короля и герцога Варшавского Фридриха Августа и воинским начальником Калишского департамента, тогда как командование 5-м конно-егерским полком принял Сигизмунд Курнатовский, в дальнейшем — генерал-адъютант царя Николая I. 
Принимал участие в Походе Наполеона на Россию в качестве командира кавалерийской бригады в составе польской дивизии генерала Александра Рожнецкого, входившей в состав 4-го резервного кавалерийского корпуса генерала Латур-Мобура. Участвовал в сражении под Миром, где кавалерия Рожнецкого была разгромлена казаками атамана Платова. При отступлении от Москвы был тяжело ранен в Березинском сражении. 
В кампанию 1813 года Турно командовал бригадой в составе 8-го корпуса Великой армии. В Дрездене был торжественно награжден офицерским крестом Почетного легиона. В ходе битвы под Лейпцигом, когда почти все саксонские войска перешли на сторону России и её союзников, Турно не покинул саксонского короля, сохранившего верность Наполеону, и вместе с ним попал в плен. За эти заслуги в 1815 году был награждён командорским крестом со звездой саксонского ордена Святого Генриха.
В 1816 году Казимир Турно унаследовал имения Добжица от своего дяди (брата матери) генерала Августина Гоженского. Уже в следующем году он скончался в Добжице от последствий ранения, полученного на реке Березине.
Турно был масоном, членом масонских лож «Соединённых братьев» в Варшаве и «Соединённых французских и польских братьев» в Познани.

## Семья
В 1801 году Казимир Турно женился на Виктории-Елене Рогалинской (1782—1857), дочери каштеляна мендзыжецкого Станислава Рогалинского (1735—1785) и Терезы  Закржевской (1749—1804). 
У супругов родились: один сын — Ян Наполеон (1806—1821), и пять дочерей: Августина (1802—1881), Юзефата (род. 1803), Кордула (1807—1876), Доната (1808—1876) и Амелия (род. 1811).